# Charles Goren
Charles Henry Goren (Philadelphia, 4 maart 1901 – Encino, 3 april 1991) was een Amerikaans bridgespeler. Hij was wereldkampioen en heeft bijna dertig nationale kampioenschappen gewonnen.
Na zijn studie aan de McGill-universiteit in Montreal werkt Goren als jong advocaat in Philadelphia. Langzamerhand valt hij op omdat hij steeds meer bridgetoernooien wint, en hij verlaat de advocatuur. In 1936 verschijnt zijn eerste boek over bridge. Hij geeft bridgeles en houdt lezingen.

## Goren versus Culbertson
Tijdens de oorlogsjaren is de heersende bridgekampioen Ely Culbertson meer bezig met politiek en wereldvrede dan met bridge. Hij probeert de organisatie van de Verenigde Naties te verbeteren, terwijl Goren het systeem van contractbridge verbetert.
Culbertson speelt met een systeem waarbij maximaal acht honeursslagen worden geteld. Goren komt met een puntentelling van maximaal 40 punten, waarbij de aas 4 punten is, de koning 3 punten is, de vrouw 2 punten en de boer 1 punt. Culbertson erkent dat dit nieuwe systeem goede mogelijkheden biedt, bestudeert het zes maanden lang en brengt nog wat verbeteringen aan.

Hoewel beide heren voortaan uitgaan van dezelfde puntentelling, blijft er een essentieel verschil: Goren voegt punten toe voor korte kleuren en Culbertson voor lange kleuren.
In 1944 en 1945 wint hij de Vanderbilt Trophy samen met B. Jay Becker, Sidney Silodor en Helen Sobel.

In 1950 wint hij de eerste Bermuda Bowl.
Helen Sobel was jarenlang zijn vaste partner, maar hij heeft ook veel gespeeld met Omar Sharif. Deze heeft in enkele boeken van Goren een voorwoord geschreven.

## Schrijver
Zijn bridgerubrieken verschenen in 194 Amerikaanse kranten. Daarnaast schreef hij een aantal boeken, o.a.

- The Fundamentals of Contract Bridge: A Guide to Winning Bridge, 1955
- Charles Goren's Contract bridge for beginners, 1963
- The Complete Canasta With the Official Rules and Play
- Goren's New Bridge Complete
- Charles H. Goren's Contract Bridge for Beginners: A Simple Concise Guide for the Novice
- Charles H. Goren Presents the Precision System of Contract Bridge Bidding, 1971
- Goren Settles the Bridge Arguments, 1985